# Ulrika Antonsson
Ulrika Antonsson es una deportista sueca que compitió en vela en la clase Laser Radial. Ganó dos medallas en el Campeonato Mundial de Laser Radial, plata en 1990 y bronce en 1989.

## Palmarés internacional
| \| Campeonato Mundial \| Campeonato Mundial \| Campeonato Mundial \| Campeonato Mundial \| \| Año \| Lugar \| Medalla \| Clase \| \| ------------------ \| ------------------------ \| ------------------ \| ------------------ \| \| 1989 \| Århus (Dinamarca) \| Medalla de bronce \| Laser Radial \| \| 1990 \| Newport (Estados Unidos) \| Medalla de plata \| Laser Radial \| |                          |                   |              |
| Campeonato Mundial |                          |                   |              |
| Año | Lugar                    | Medalla           | Clase        |
| 1989 | Århus (Dinamarca)        | Medalla de bronce | Laser Radial |
| 1990 | Newport (Estados Unidos) | Medalla de plata  | Laser Radial |